# كارلو غوارماني

كتاب الخمسة الذي كتبه غوارماني حول الخيول العربية الأصيلة

كارلو كلاوديو كاميلو غوارماني (Carlo Claudio Camillo Guarmani) (ليفورنو، 1828 - جنوة، 1884) مستكشف إيطالي، هاجر مع والده الذي يعمل بالتجارة إلى بيروت عام 1850م، وهناك حصل على وظيفة ممثل للبريد الإمبراطوري الفرنسي في القدس، العمل الذي يتطلب الكثير من السفر والتنقل في المنطقة. هناك تعرف على الحصان العربي الأصيل فأغرم به وبدأ بحثا حوله أثناء رحلاته عبر بادية الشام وسفراته إلى مصر وشبه الجزيرة العربية.

## أبحاثه
تطورت أبحاثه حول الخيول العربية إلى أن أصبحت كتابا صدر عام 1864 بعنوان «الخمسة - الحصان العربي الأصيل» وبالإيطالية (El Kamsa, il Cavallo Arabo Purosangue).
يتحدث جوارماني فيه عن الأصول الخمسة للحصان العربي وهي: «كحيلان، عبيان، صقلاوي، حمداني، وهدبان». وطرح نظام لكيفية استخدام الحصان العربي في تطوير سلالات أخرى من الخيول الأوروبية. وقد أمضى حوالي 16 سنة في أبحاثه عن الحصان العربي في سوريا، وفلسطين، ومصر، وشبه الجزيرة العربية. كان يتحدث العربية بطلاقة مكنته من معرفة أصول القبائل العربية في المنطقة. وقد صدر كتابه عام 1984 باللغة الإنجليزية بعنوان «الحصان العربي الأصيل». وبسبب خبرته هذه تم تكليفه من امبراطور فرنسا نابليون الثالث وملك إيطاليا فيكتور عمانويل الثاني لانتقاء وشراء مجموعات من أفضل الخيول العربية.
انتقل على إثر هذا الطلب متنكرا في بلدان شبه الجزيرة العربية عام 1864 منتحلاً شخصية موظف تركي باسم خليل آغا، وزار تيماء وخيبر وحائل وعنيزة، وألف كتابا بعنوان: «شمال نجد: رحلة من القدس إلى عنيزة» وتُرجم مؤلفه إلى الإنجليزية والألمانية والفرنسية أيضا.

## وصلات خارجية
- موقع جمعية الخيول العربية الإسبانية
- Heirloom Arabian Stud